# Krasny Sulin
Krasny Sulin (russisch Красный Сулин) ist eine Stadt in der Oblast Rostow (Russland) mit 40.866 Einwohnern (Stand 14. Oktober 2010).

## Geografie
Die Stadt liegt in den östlichen Ausläufern des Donezrückens etwa 100 km nordöstlich der Oblasthauptstadt Rostow am Don an der Kundrjutschja, einem rechten Nebenfluss der Sewerski Donez.
Krasny Sulin ist Verwaltungszentrum des gleichnamigen Rajons.
Die Stadt liegt an der Eisenbahnstrecke Moskau–Woronesch–Rostow am Don (Station Sulin; Streckenkilometer 1104). Einige Kilometer östlich der Stadt führt die Fernstraße M4 Moskau–Rostow am Don–Noworossijsk an der Stadt vorbei.

## Geschichte
1797 wurde an Stelle der heutigen Stadt vom Kosakenoberst Andrei Sulin ein Dorf (Chutor) gegründet.
Im Zusammenhang mit der Errichtung einer Eisengießerei auf Grundlage lokaler Eisenerzvorkommen entstand später eine Arbeitersiedlung, die in den 1870er Jahren mit dem Dorf zusammenwuchs und nach dem Ortsgründer den Namen Sulin erhielt.
In den 1920er Jahren wurde dem Ortsnamen das ideologische motivierte Attribut Krasny (russisch für rot) vorangestellt und unter diesem Namen 1926 das Stadtrecht verliehen.
Im Zweiten Weltkrieg wurde Krasny Sulin am 21. Juli 1942 von der deutschen Wehrmacht besetzt und am 14. Februar 1943 von Truppen der Südwestfront der Roten Armee während des Vorrückens auf Woroschilowgrad zurückerobert.

### Bevölkerungsentwicklung
| Jahr | Einwohner |
| ---- | --------- |
| 1939 | 33.938    |
| 1959 | 39.824    |
| 1970 | 41.684    |
| 1979 | 42.566    |
| 1989 | 43.133    |
| 2002 | 44.187    |
| 2010 | 40.866    |

Anmerkung: Volkszählungsdaten

## Kultur und Sehenswürdigkeiten
In Krasny Sulin ist die Mariä-Schutz-und-Fürbitte-Kirche (Покровская церковь/Pokrowskaja zerkow) von 1912 erhalten.

## Wirtschaft
Neben der Gießerei gibt es weitere Unternehmen der Metallurgie, der Baumaterialienswirtschaft sowie der Leicht- und Lebensmittelindustrie. Im Rajon wird Steinkohlenabbau betrieben.

## Söhne und Töchter der Stadt
- Igor Pawlow (1900–1985), Metallurg, Metallkundler und Hochschullehrer
- Waleri Korsun (* 1953), Kosmonaut